# Benešovice
Benešovice är en ort i Tjeckien.   Den ligger i regionen Plzeň, i den västra delen av landet, 120 km väster om huvudstaden Prag. Benešovice ligger 495 meter över havet och antalet invånare är 173.
Terrängen runt Benešovice är platt.Runt Benešovice är det glesbefolkat, med 15 invånare per kvadratkilometer. Närmaste större samhälle är Stříbro, 7,5 km öster om Benešovice. I omgivningarna runt Benešovice växer i huvudsak blandskog.